# Ahmed Maher (militant)
Pour les articles homonymes, voir Ahmed Maher.
Ahmed Maher (en arabe أحمد ماهر), né le 2 décembre 1980 à Alexandrie, est un des cofondateurs du Mouvement de la Jeunesse du 6 avril, un des mouvements d’opposition à Hosni Moubarak.
Ingénieur civil, il travaille pour une entreprise du BTP.
En avril 2008, il lance avec Israa Abdel Fattah un appel à la grève générale, en soutien aux grévistes de El-Mahalla El-Kubra. À la suite de la réussite du mouvement, il est plusieurs fois arrêté.
Ahmed Maher tente d’organiser plusieurs manifestations après la grève d’avril 2008 à El-Mahalla El-Kubra. En décembre 2008, il fait un voyage aux États-Unis où il rencontre des parlementaires, des informaticiens qui le conseillent pour se protéger sur Internet, et Omar Afifi.
En juin 2010, il participe à l’organisation de manifestations protestant contre le meurtre de Khaled Saïd. Il soutient l’éventuelle candidature de Mohamed El Baradei à l’élection présidentielle de 2011.
Coordonnateur de son mouvement en janvier et février 2011, il y joue un rôle dans le déclenchement de la révolution égyptienne de 2011. Il participe aux manifestations contre le dictateur,, mais est très tôt arrêté.
Ahmed Maher est aussi intervenu publiquement le 17 octobre 2011 dans le square McPherson à New York pour soutenir et conseiller le mouvement Occupy Wall Street ; il a notamment dit : « Nous sommes restés pacifiques, parce que nous voulions que des gens nous rejoignent » puis « si on utilisait la non-violence, sans tuer le moindre soldat, alors les gens nous aideraient. »,